# 小罗伊·琼斯
小罗伊·琼斯（英語：Roy Jones Jr.，1969年1月16日—），拳击运动员和解说员以及教练、饶舌歌手与演员，拥有美国与俄罗斯双重国籍。他被认为是历史上最出色的拳手之一。
早年作为业余拳手，琼斯曾在1988年奥运会上获得轻中量级银牌。次年，他步入职业拳坛。在职业生涯中，琼斯曾在中量级、超中量级、轻重量级与重量级四个级别中夺得过六次拳王头衔。他也是拳击史上唯一一位以轻中量级开始职业生涯、最终夺得重量级拳王金腰带的拳手。1999年，同时拥有世界拳击协会（WBA）、世界拳击理事会（WBC）与国际拳击联合会（IBF）轻重量级拳王金腰带的琼斯成为了该级别的无争议拳王。2003年，当他成为WBA重量级拳王后，成为了106年以来首位成为重量级拳王的前中量级拳王。
琼斯目前的职业拳坛战绩为65胜9负，其中47次击倒对手。